# Nijmeegse Vierdaagse 2017
De 101e editie van de Nijmeegse Vierdaagse ging van start op dinsdag 18 juli 2017 en eindigde op vrijdag 21 juli.
Het maximumaantal deelnemers is dit jaar 47.000.

## Barometer
| Inschrijvingen                   | 47.000 |
| Inschrijvingen per 1 juli        | 44.680 |
| Aangemeld op zondag en maandag   | 42.036 |
| 1e dag niet gestart/ uitgevallen | 792    |
| 1e dag uitgelopen                | 41.244 |
| 2e dag niet gestart/ uitgevallen | 1.525  |
| 2e dag uitgelopen                | 39.719 |
| 3e dag niet gestart/ uitgevallen | 1.002  |
| 3e dag uitgelopen                | 38.717 |
| 4e dag niet gestart/ uitgevallen | 308    |
| Vierdaagse uitgelopen            | 38.409 |

## LooprichtingDag van Elstomgedraaid
Door meerdere veranderingen in het landschap rondom de Oosterhoutsedijk werd de aanrijtijd van hulpdiensten steeds langer. Doordat de wandelaars op het heetste moment van de dag over de Oosterhoutsedijk lopen, was het steeds lastiger om voldoende ondersteuning te bieden. De organisatie heeft besloten om vanaf deze editie de looprichting op de route om te draaien, in plaats van linksom wordt de route door de Betuwe rechtsom gelopen.

### Dag van Elst
| Plaatsen van de Dag van Elst Met afstanden naar de plaats in km | Plaatsen van de Dag van Elst Met afstanden naar de plaats in km | Plaatsen van de Dag van Elst Met afstanden naar de plaats in km | Plaatsen van de Dag van Elst Met afstanden naar de plaats in km | Plaatsen van de Dag van Elst Met afstanden naar de plaats in km | Plaatsen van de Dag van Elst Met afstanden naar de plaats in km |
| Plaats                                                          | 30 km                                                           | 40 km                                                           | 40 km                                                           | 50 km                                                           |                                                                 |
| Plaats                                                          | 30 km                                                           | Civiel                                                          | Militair                                                        | 50 km                                                           |                                                                 |
| --------------------------------------------------------------- | --------------------------------------------------------------- | --------------------------------------------------------------- | --------------------------------------------------------------- | --------------------------------------------------------------- | --------------------------------------------------------------- |
| Lent (1e doorkomst)                                             |                                                                 | 36.6                                                            |                                                                 |                                                                 |                                                                 |
| Oosterhout                                                      |                                                                 |                                                                 |                                                                 |                                                                 |                                                                 |
| Slijk-Ewijk                                                     |                                                                 |                                                                 |                                                                 |                                                                 |                                                                 |
| Valburg                                                         |                                                                 |                                                                 |                                                                 |                                                                 |                                                                 |
| Elst                                                            |                                                                 |                                                                 |                                                                 |                                                                 |                                                                 |
| Arnhem (Elden)                                                  | -                                                               | -                                                               | -                                                               |                                                                 |                                                                 |
| Huissen                                                         | -                                                               | -                                                               | -                                                               |                                                                 |                                                                 |
| Bemmel                                                          | -                                                               |                                                                 |                                                                 |                                                                 |                                                                 |
| Lent (2e doorkomst)                                             |                                                                 |                                                                 |                                                                 |                                                                 |                                                                 |
| Nijmegen (Wedren)                                               | 33,1                                                            | 39,6                                                            | 39                                                              | 52,0                                                            |                                                                 |
| Heumensoord                                                     | -                                                               | -                                                               | 43,4                                                            | -                                                               |                                                                 |

### Dag van Wijchen/Roze Woensdag
| Plaatsen van de Dag van Wijchen Met afstanden naar de plaats in km | Plaatsen van de Dag van Wijchen Met afstanden naar de plaats in km | Plaatsen van de Dag van Wijchen Met afstanden naar de plaats in km | Plaatsen van de Dag van Wijchen Met afstanden naar de plaats in km | Plaatsen van de Dag van Wijchen Met afstanden naar de plaats in km | Plaatsen van de Dag van Wijchen Met afstanden naar de plaats in km |
| Plaats                                                             | 30 km                                                              | 40 km                                                              | 40 km                                                              | 50 km                                                              |                                                                    |
| Plaats                                                             | 30 km                                                              | Civiel                                                             | Militair                                                           | 50 km                                                              |                                                                    |
| ------------------------------------------------------------------ | ------------------------------------------------------------------ | ------------------------------------------------------------------ | ------------------------------------------------------------------ | ------------------------------------------------------------------ | ------------------------------------------------------------------ |
| Alverna                                                            | 13                                                                 | 13                                                                 | 11                                                                 | 13                                                                 |                                                                    |
| Balgoij                                                            | -                                                                  | -                                                                  | -                                                                  | 19                                                                 |                                                                    |
| Niftrik                                                            | -                                                                  | -                                                                  | -                                                                  | 26                                                                 |                                                                    |
| Wijchen                                                            | 14                                                                 | 22                                                                 | 16                                                                 | 31                                                                 |                                                                    |
| Woezik                                                             | 16                                                                 | 24                                                                 | 18                                                                 | 33                                                                 |                                                                    |
| Beuningen                                                          | 21                                                                 | 29                                                                 | 23                                                                 | 38                                                                 |                                                                    |
| Weurt                                                              | 27                                                                 | 33                                                                 | 25                                                                 | 42                                                                 |                                                                    |
| Nijmegen (Wedren)                                                  | 33,3                                                               | 39,2                                                               | 30                                                                 | 48,3                                                               |                                                                    |
| Heumensoord                                                        | -                                                                  | -                                                                  | 37,2                                                               | -                                                                  |                                                                    |

### Dag van Groesbeek
| Plaatsen van de Dag van Groesbeek Met afstanden naar de plaats in km | Plaatsen van de Dag van Groesbeek Met afstanden naar de plaats in km | Plaatsen van de Dag van Groesbeek Met afstanden naar de plaats in km | Plaatsen van de Dag van Groesbeek Met afstanden naar de plaats in km | Plaatsen van de Dag van Groesbeek Met afstanden naar de plaats in km | Plaatsen van de Dag van Groesbeek Met afstanden naar de plaats in km |
| Plaats                                                               | 30 km                                                                | 40 km                                                                | 40 km                                                                | 50 km                                                                |                                                                      |
| Plaats                                                               | 30 km                                                                | Civiel                                                               | Militair                                                             | 50 km                                                                |                                                                      |
| -------------------------------------------------------------------- | -------------------------------------------------------------------- | -------------------------------------------------------------------- | -------------------------------------------------------------------- | -------------------------------------------------------------------- | -------------------------------------------------------------------- |
| Malden                                                               | 10                                                                   | 10                                                                   | 9                                                                    | 10                                                                   |                                                                      |
| Molenhoek                                                            | 13                                                                   | 13                                                                   | 12                                                                   | 13                                                                   |                                                                      |
| Mook                                                                 | 14                                                                   | 14                                                                   | 13                                                                   | 14                                                                   |                                                                      |
| Middelaar                                                            | -                                                                    | 18                                                                   | 17                                                                   | 18                                                                   |                                                                      |
| Plasmolen                                                            | -                                                                    | 19                                                                   | 18                                                                   | 19                                                                   |                                                                      |
| Milsbeek                                                             | -                                                                    | 21                                                                   | 20                                                                   | 21                                                                   |                                                                      |
| Ottersum                                                             | -                                                                    | -                                                                    | -                                                                    | 28                                                                   |                                                                      |
| Breedeweg                                                            | -                                                                    | 26                                                                   | 25                                                                   | 39                                                                   |                                                                      |
| Groesbeek                                                            | 20                                                                   | 29                                                                   | 28                                                                   | 41                                                                   |                                                                      |
| Berg en Dal                                                          | 25                                                                   | 34                                                                   | 33                                                                   | 47                                                                   |                                                                      |
| Nijmegen (Wedren)                                                    | 30,4                                                                 | 39,2                                                                 | -                                                                    | 50,9                                                                 |                                                                      |
| Heumensoord                                                          | -                                                                    | -                                                                    | 39,2                                                                 | -                                                                    |                                                                      |

### Dag van Cuijk
| Plaatsen van de Dag van Cuijk Met afstanden naar de plaats in km | Plaatsen van de Dag van Cuijk Met afstanden naar de plaats in km | Plaatsen van de Dag van Cuijk Met afstanden naar de plaats in km | Plaatsen van de Dag van Cuijk Met afstanden naar de plaats in km | Plaatsen van de Dag van Cuijk Met afstanden naar de plaats in km | Plaatsen van de Dag van Cuijk Met afstanden naar de plaats in km |
| Plaats                                                           | 30 km                                                            | 40 km                                                            | 40 km                                                            | 50 km                                                            |                                                                  |
| Plaats                                                           | 30 km                                                            | Civiel                                                           | Militair                                                         | 50 km                                                            |                                                                  |
| ---------------------------------------------------------------- | ---------------------------------------------------------------- | ---------------------------------------------------------------- | ---------------------------------------------------------------- | ---------------------------------------------------------------- | ---------------------------------------------------------------- |
| Overasselt                                                       | 14                                                               | 14                                                               | -                                                                | 14                                                               |                                                                  |
| Heumen                                                           | 20                                                               | -                                                                | -                                                                | -                                                                |                                                                  |
| Linden                                                           | -                                                                | 20                                                               | -                                                                | -                                                                |                                                                  |
| Nederasselt                                                      | -                                                                | -                                                                | 14                                                               | 18                                                               |                                                                  |
| Grave                                                            | -                                                                | -                                                                | 17                                                               | 21                                                               |                                                                  |
| Gassel                                                           | -                                                                | -                                                                | 21                                                               | 25                                                               |                                                                  |
| Beers                                                            | -                                                                | 24                                                               | 26                                                               | 30                                                               |                                                                  |
| Escharen                                                         | -                                                                | -                                                                | -                                                                | -                                                                |                                                                  |
| Vianen                                                           | -                                                                | -                                                                | -                                                                | 33                                                               |                                                                  |
| Cuijk                                                            | -                                                                | 27                                                               | 29                                                               | 35                                                               |                                                                  |
| Mook                                                             | -                                                                | 31                                                               | 33                                                               | 39                                                               |                                                                  |
| Molenhoek                                                        | -                                                                | 33                                                               | 35                                                               | 41                                                               |                                                                  |
| Malden                                                           | 23                                                               | 35                                                               | 37                                                               | 43                                                               |                                                                  |
| Nijmegen (Wedren)                                                | 30,0                                                             | 42,4                                                             | 46,0                                                             | 50,2                                                             |                                                                  |
| Heumensoord                                                      | -                                                                | -                                                                | -*                                                               | -                                                                |                                                                  |

## Trivia
- De 85-jarige Bert van der Lans liep dit jaar de Vierdaagse voor de 70e keer en ontving een speciaal ontworpen Vierdaagsekruis.[2]